# 골든차일드 (음악 그룹)
골든차일드(Golden Child)는 울림 엔터테인먼트 소속으로, 대한민국의 7인조 보이 그룹이다. 골든차일드는 100년에 한 사람밖에 없는 완벽한 아이라는 뜻으로 대한민국 가요계를 100년간 이끌어감과 동시에 앞으로 100년간 음악 트렌드를 선도할 것을 의미한다. 골든차일드는 2017년 울림 엔터테인먼트의 신인 프로젝트 "W Project"를 통해 공개된 이대열, 이장준, 김동현, 홍주찬을 비롯해 Y, 배승민, 봉재현으로 구성되었다. 2017년 5월 Mnet 예능 《2017 울림PICK》을 통해 공식 활동을 진행하였다. 8월 28일 데뷔 음반 《Gol-Cha!》를 발매한 뒤, 9월 1일 KBS2 《뮤직뱅크》를 통해 데뷔하였다. 팬덤 이름은 GOLDENNESS이다.

## 활동

### 2015-17: 결성
2015년 1월 9일 울림 엔터테인먼트는 구체적 일정을 발표하지는 않았지만 자사 걸 그룹 러블리즈가 자리잡는 대로 새 보이 그룹을 제작할 예정이라고 밝혔다. 2016년 1월 5일 울림 엔터테인먼트는 11인조 새 보이 그룹을 제작하고 있음을 공개했으며, 또한 연내 데뷔할 가능성을 염두에 두고 있다고 밝혔다. 또한 가칭 울림 보이즈의 멤버로 인피니트의 멤버 이성열의 동생 이대열이 포함이 된 것으로 알려졌다.
2017년 1월 10일 울림 엔터테인먼트는 차세대 신인 프로젝트 'W Project'를 진행하며 새로운 보이 그룹을 연내 제작할 것을 공식적으로 밝혔다. 다음 프로젝트의 일환으로 1월 내 새 보이그룹과 걸그룹의 메인 보컬을 공개할 것을 밝혔다. 1월 16일 울림 엔터테인먼트는 가칭 울림 보이즈의 메인 보컬 홍주찬과 울림 걸즈의 윤소윤을 공개하며 디지털 싱글 《너 같은 사람 없더라》의 로고 티저 영상을 공개한 뒤, 1월 17일 앨범 포스터, 1월 18일 홍주찬의 개인 이미지 티저, 1월 19일 음원 프리뷰 영상을 순차적으로 공개하였다. 1월 20일 홍주찬은 윤소윤과 함께 디지털 싱글 《너 같은 사람 없더라》를 발매한 뒤, 같은 날 로엔 엔터테인먼트의 SNS 채널 1theK를 통해 '컬러라이브' 영상을 공개하였다.〈너 같은 사람 없더라〉는 발매 이후 각종 음원 사이트에 상위권에 진입하였으며, 이를 통해 울림 엔터테인먼트는 성공적으로 신인 프로젝트를 시작하였다. 2월 6일 울림 엔터테인먼트는 차세대 신인 프로젝트 'W Project'의 두 번째 주자인 이장준과 TAG을 로고 티저 영상을 통해 공개하였다. 2월 8일 새 디지털 싱글 《가뭄》의 앨범 포스터를 공개한 뒤, 2월 10일 자정 TAG의 개인 이미지 티저, 같은 날 정오 이장준의 개인 이미지 티저, 2월 12일 음원 프리뷰 영상을 순차적으로 공개하였다. 2월 13일 이장준과 TAG은 Rphabet의 BEE가 피처링으로 참여한 디지털 싱글 《가뭄》을 발매하였다. 3월 27일 울림 엔터테인먼트는 차세대 신인 프로젝트 'W Project'의 세 번째 주자인 이대열과 박재석, 김동현을 로고 티저 영상을 통해 공개하였다. 특히 멤버 이대열은 음악 그룹 인피니트의 멤버 이성열의 동생으로 밝혀져 화제를 받았다. 3월 29일 자정 새 프로젝트의 필름 티저 영상을 공개한 뒤, 3월 31일 퍼포먼스 영상을 공개하였다.
2017년 4월 26일 울림 엔터테인먼트는 Mnet을 통해 차기 보이그룹 울림보이즈의 데뷔 리얼리티를 촬영하고 있다고 밝혔다. 5월 15일 울림 엔터테인먼트는 새 보이그룹인 골든차일드의 그룹명과 로고 이미지를 공개하였다. 이후 5월 17일 골든차일드의 최종 데뷔 멤버의 이름과 5월 22일 멤버별 개인 이미지를 공개하였다. 같은 날 골든차일드는 출연한 첫 단독 리얼리티 예능인 Mnet 예능 《2017 울림PICK》를 공개하였다. 5월 30일 골든차일드는 Mnet 예능 《2017 울림PICK》를 통해 첫 공식 방송 활동을 시작하였다.

### 2017-18: 초기 활동

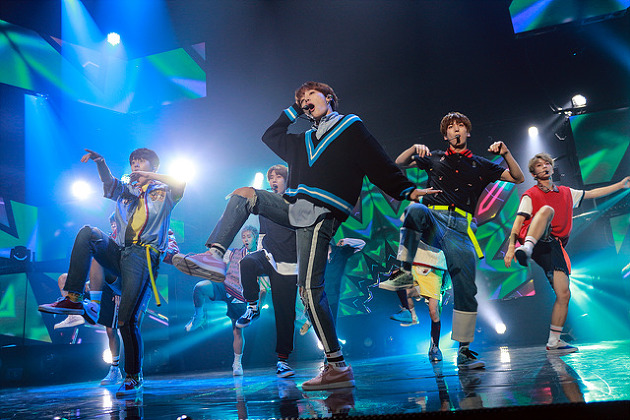
2017년 서울국제뮤직페어에서 골든차일드.

2017년 6월 29일 골든차일드는 멤버별 프로필 이미지를 공개하였다. 7월 9일 골든차일드는 공식 데뷔 전 서울특별시 강남구 삼성동 코엑스에서 게릴라 공연을 진행하며, 공연 소감을 통해 정식 데뷔가 임박했음을 밝혔다. 7월 25일 울림 엔터테인먼트는 골든차일드의 데뷔를 8월 내 진행하는 것을 확정하였다. 8월 3일 자정 골든차일드는 티저 영상을 공개하며 데뷔 앨범의 발매일을 공개하며, 한 달간 프로모션 일정을 가질 것을 밝혔다. 8월 4일 골든차일드는 오프닝 티저 이미지를 공개하였다. 8월 7일 골든차일드는 멤버 Y와 최보민을 시작으로 8월 8일 멤버 봉재현과 김동현, 8월 9일 멤버 박재석과 배승민, 8월 10일 멤버 TAG와 홍주찬, 8월 11일 멤버 이대열과 이장준, 김지범의 컨셉트 티저 영상과 이미지를 순차적으로 공개한 뒤, 8월 14일 단체 티저 이미지를 공개하였다. 8월 19일 골든차일드는 데뷔 앨범 《Gol-Cha!》의 앨범 커버를 공개하였다. 8월 21일 골든차일드는 데뷔 앨범 《Gol-Cha!》의 프로모션 일정을 공개한 뒤, 8월 22일 앨범 트랙리스트, 8월 23일 타이틀곡 〈담다디〉의 뮤직비디오 티저, 8월 24일 뮤직비디오 2차 티저, 8월 25일 앨범 프리뷰 영상을 순차적으로 공개하였다. 8월 28일 골든차일드는 앨범 발매에 앞서 서울특별시 용산구 한남동 블루스퀘어에서 미디어 쇼케이스를 진행한 뒤, 같은 날 오후 6시 데뷔 앨범 《Gol-Cha!》를 발매하였다. 9월 1일 골든차일드는 KBS2 《뮤직뱅크》를 시작으로, MBC 《쇼! 음악중심》, SBS 《인기가요》를 통해 데뷔 무대를 진행하였다. 10월 31일 골든차일드는 SBS MTV 《더 쇼》를 통해 타이틀곡 〈담다디〉 활동을 끝마친 뒤 11월 2일 Mnet 《엠카운트다운》을 시작으로 수록곡 〈내 눈을 의심해〉의 후속곡 활동을 시작한 뒤, 11월 5일 SBS 《인기가요》를 통해 활동을 종료하였다.
골든차일드는 보이 그룹으로는 이례적으로 데뷔 앨범 《Gol-Cha!》의 방송 활동을 10주 동안 진행하였다. 이 시기 골든차일드는 Mnet 《엠카운트다운》 4주 연속 6위에 랭크되었으며, 발매 9주차 활동에서도 9위에 랭크되었다. 데뷔 앨범 《Gol-Cha!》는 2만 장 이상의 음반 판매고를 기록하여 2017년 데뷔한 아이돌 그룹의 데뷔 음반 판매량 10위 내에 진입하였다. 골든차일드는 10위 내 진입한 워너원, JBJ, 프리스틴, 위키미키 등과 달리 《PRODUCE 101》, 《프로듀스 101 시즌2》에서 파생되지 않은 유일한 그룹이다. 이는 예능을 통한 인지도 향상이 아닌 음악에 집중한 차별화 전략을 통해 유의미한 성과를 낸 것으로 평가되고 있다. 또한 골든차일드는 하이원 서울가요대상과 엠넷 아시안 뮤직 어워드의 신인상 후보에 올라 신인으로서의 입지를 다졌다.
2018년 1월 7일 멤버 박재석이 건강상의 이유와 연예 활동에 대한 부담감으로 인해 골든차일드를 탈퇴하였다. 골든차일드의 소속사 울림 엔터테인먼트는 팀의 재정비 후 빠른 시일 내에 골든차일드가 정상적인 팀 활동을 할 수 있게끔 지원하겠다고 밝혔다.

### 2018: 《기적》,  《Goldenness》, 《WISH》
2018년 1월 15일 골든차일드는 멤버 박재석의 탈퇴 후 10인조로 재정비하여 1월 말 컴백할 것을 밝혔다. 또한 두 번째 미니 앨범 《기적 (奇跡)》 발매를 예정하면서 "재데뷔하는 각오로 준비 중"이라는 포부를 밝혔다. 이후 골든차일드는 로고 플레이 티저 영상을 공개하였다. 1월 16일 멤버 홍주찬과 최보민의 개인 컨셉트 포토를 시작으로 1월 18일 이대열과 TAG, 1월 19일 Y와 김지범, 1월 20일 배승민과 김동현, 1월 21일 이장준과 봉재현의 순서로 컨셉트 포토를 순차적으로 공개하였다. 1월 29일 오후 6시 골든차일드는 EP 《기적 (奇跡)》을 발매하였다. 2월 1일 골든차일드는 Mnet 《엠카운트다운》을 시작으로  KBS2 《뮤직뱅크》, MBC 《쇼! 음악중심》, SBS 《인기가요》를 통해 컴백 무대를 진행하였다. 3월 11일 골든차일드는 SBS 《인기가요》를 통해 6주간의 타이틀곡 〈너라고〉의 활동을 마무리지었다.
3월 12일 골든차일드는 수록곡 〈LADY〉의 뮤직비디오 티저를 공개하여 후속곡 활동을 진행할 것을 암시하였다. 3월 13일 SBS MTV 《더 쇼》를 시작으로 수록곡 〈LADY〉의 후속곡 활동을 시작하였다. 4월 8일 SBS 인기가요에서 수록곡 LADY 활동을 최종적으로 마무리 하였다.
이 시기 골든차일드는 Mnet 《엠카운트다운》 6위, KBS2 《뮤직뱅크》 15위에 순위되었다. 이번 활동을 통하여 골든차일드는 데뷔 이후 처음으로 공중파 음악 방송의 순위권에 진입하였다. 두 번째 미니 앨범 《기적 (奇跡)》은 초동 3만 장 이상의 판매고를 기록하였다. 이는 데뷔 음반 《Gol-Cha!》의 초동 판매량에 비해 비해 1만 장가량 증가된 수치이다. 데뷔 직후 그룹 구성원이 탈퇴했음에도 불구하고 꽤나 성공적인 성과를 보였다.
7월 4일 첫 싱글 앨범 《Goldenness》을 발매하였다.
10월 24일 세 번째 미니 앨범 《WISH》을 발매하였다.

### 2019-20: 《Re-boot》, 《Without You》, 《Take A Leap》, 《Pump It Up》
골든차일드는 공백기 1년만에 2019년 11월 18일에 첫 번째 정규 앨범 《Re-boot》으로 컴백했다.
또한 2019년 12월 마지막주 12월 26일 《엠카운트다운》에서 정규앨범 《Re-boot》 타이틀곡 〈WANNABE〉로 데뷔 2년만에 음악방송 1위를 차지 하였다.
2020년 1월 29일 첫번째 리패키지 앨범 《Without You》가 발매됐으며, 2020년 1월 30일 《엠카운트다운》에서 컴백했다.
2020년 6월 23일 네 번째 미니 앨범 《Take A Leap》을 발매하였다. 하지만 뮤직비디오는 자정에 선공개하였다.
2020년 10월 7일 두 번째 싱글 앨범 《Pump It Up》을 발매하였다. 2020년 10월 13일 《더쇼》에서 컴백 1주일만에 멤버 배승민의 생일날 1위를 차지하였다.

### 2021: 《YES.》, 《GAME CHANGER》, 《DDARA》
2021년 1월 25일 다섯 번째 미니 앨범 《YES.》를 발매하였다.
2021년 2월 2일 SBS MTV 《더 쇼 시즌5》에서 컴백한지 1주일만에 1위를 차지했으며, 2월 3일 멤버 김지범의 생일날 MBC M 《쇼 챔피언》에서 첫 1위를 차지하였다.
2월 18일 골든차일드는 수록곡 〈Breathe〉의 뮤직비디오 티저를 공개하여 후속곡 활동을 진행할 것을 암시하였다. 2월 25일 M.net 《엠카운트다운》를 시작으로 수록곡 〈Breathe〉의 후속곡 활동을 시작하였다.
8월 2일 두 번째 정규 앨범 《GAME CHANGER》를 발매했다.
10월 5일 두 번째 리패키지 앨범 《DDARA》를 발매했다.

### 2022: 《A WOO!!》, 《RATA-TAT-TAT》, 《AURA》
2022년 1월 26일 첫 싱글 앨범 《A WOO!!》를 발매하며 일본에서 정식 데뷔한다.
3월 29일 멤버 이대열은 제일 처음으로 군입대를 하였다.
5월 24일 멤버 TAG은 건강상의 이유로 활동을 중단 하였다.
6월 15일 두 번째 싱글 앨범 《RATA-TAT-TAT》을 발매하며 9인조로 일본에서 컴백하였다.
8월 8일 여섯 번째 미니 앨범 《AURA》를 발매하며 멤버 TAG 활동 재개와 함께 9인체제로 컴백하였다.
9월 28일 멤버 최보민은 안면 골절로 수술과 재활이 필요하여 활동 중단을 하였다.

### 2023: 《Invisible Crayon》, 《Feel Me》
2023년 3월 20일 멤버 Y은 두 번째로 군입대를 하였다.
4월 19일 세 번째 싱글 앨범 《Invisible Crayon》를 발매하며 일본에서 컴백한다. 이와 함께 멤버 최보민은 활동 재개 하였다.
9월 28일 멤버 이대열는 팀에서 처음으로 전역을 하였다.
11월 2일 세 번째 싱글 앨범 《Feel Me》를 발매하며 컴백하였다.

### 2024: 계약 만료로 7인조 개편, 팬 콘서트, 울림엔터테인먼트와 계약 종료
2024년 8월 28일 멤버 TAG, 김지범, 최보민 계약 만료로 팀 탈퇴하여 7인조로 팀 개편하였다.
9월 19일 멤버 Y는 팀에서 두번째로 전역을 하였다.
11월 30일, 12월 1일 일본에서 12월 6일, 7일 한국에서 오랜만에 완전체로 팬 콘서트를 개최하였다.
12월 31일 멤버 이대열, Y, 배승민, 봉재현, 김동현이 계약 만료로 소속사를 떠나게 되었다.

## 음악가적 기교

### 영향
골든차일드는 데뷔 음반 《Gol-Cha!》의 발매 기념 쇼케이스에서 인피니트를 자신의 롤모델이라 말했다. 인피니트에 대해 "음악과 예능, 퍼포먼스까지 모든 분야를 섭렵할 수 있는 그룹"이라 말했다. 또한 '인피니트 남동생'이라는 수식어에 대해 "영광스러운 수식어다. 인피니트 선배님들에게 누가 되지 않게 더욱 열심히 해야겠다는 생각을 했다"라 존경의 의미와 부담감을 말했다. 특히 인피니트의 멤버 이성열의 친동생인 이대열은 "조언에 감사함을 느끼며 정말 가요계 선배로서 존경한다."라 말했다. 이러한 관심으로 골든차일드는 인피니트의 〈내꺼하자〉 등을 선보이기도 하였다.

### 평가
2017년 미국의 음악 잡지 《빌보드》는 골든차일드를 '2017 최고의 케이팝 신인 10선' (10 Best New K-Pop Acts in 2017)에 선정하였다. 《빌보드》의 타마 헤르만은 골든차일드를 "잠재력 있는 아티스트"라 평가하였다. 또한 데뷔 앨범 《Gol-Cha!》에 대해서 "레트로 풍의 일렉트로닉 팝 사운드가 기발하고 젊은 감각을 가졌다"며 평가하였다. 또한 대한민국의 음악 웹진 《아이돌로지》는 골든차일드를 '올해의 신인' 5위에 선정하였다. 《아이돌로지》의 김윤하는 "‘푸른 청춘’의 재현을 도무지 외면하거나 싫어할 도리가 없다. 심지어 그 의지가 이토록 굳다면"이라며 평가하였다.

## 이전 구성원
| 이름   | 소개 |
| ------ | --- |
| 이대열 | - 이름 : 이대열 (李大烈) - 생년월일 : 1993년 2월 11일(32세) - 출생지 : 대한민국 경기도 용인시 수지구 - 학력 : 사이버 대학교 대학원 (석사, 박사) - 포지션 : 리더, 리드보컬, 댄서 - 스쿼드넘버 : 11 - 가족 관계 : 형 보이 그룹 인피니트 멤버 이성열 - 활동기간 : 2017년 8월 28일 ~ 2024년 12월 31일 |
| Y      | - 본명 : 최성윤 (崔誠允) - 생년월일 : 1995년 7월 31일(30세) - 출생지 : 대한민국 경상남도 창원시 성산구 - 학력 : 서울공연예술고등학교 실용음악과 (졸업) - 포지션 : 메인보컬 - 스쿼드넘버 : 3 - 활동기간 : 2017년 8월 28일 ~ 2024년 12월 31일                                                       |
| 이장준 | - 이름 : 이장준 (李長埈) - 생년월일 : 1997년 3월 3일(28세) - 출생지 : 대한민국 경기도 화성시 - 학력 : 대학원 스포츠비즈니스학과 (재학) - 포지션 : 메인래퍼 - 스쿼드넘버 : 82 - 활동기간 : 2017년 8월 28일 ~ 2024년 12월 31일                                                                      |
| 배승민 | - 이름 : 배승민 (裵勝民) - 생년월일 : 1998년 10월 13일(26세) - 출생지 : 대한민국 광주광역시 - 학력 : 백석예술대학교 실용음악과 (졸업) - 포지션 : 리드보컬 - 스쿼드넘버 : 98 - 활동기간 : 2017년 8월 28일 ~ 2024년 12월 31일                                                                       |
| 봉재현 | - 이름 : 봉재현 (奉宰鉉) - 생년월일 : 1999년 1월 4일(26세) - 출생지 : 대한민국 서울특별시 - 학력 : 대학교 (재학) - 포지션 : 서브보컬 - 스쿼드넘버 : 19 - 활동기간 : 2017년 8월 28일 ~ 2024년 12월 31일                                                                                            |
| 김동현 | - 이름 : 김동현 (金東炫) - 생년월일 : 1999년 2월 23일(26세) - 출생지 : 대한민국 서울특별시 - 학력 : 대학교 (재학) - 포지션 : 메인댄서, 서브보컬 - 스쿼드넘버 : 80 - 활동기간 : 2017년 8월 28일 ~ 2024년 12월 31일                                                                                 |
| 홍주찬 | - 이름 : 홍주찬 (洪周燦) - 생년월일 : 1999년 7월 31일(26세) - 출생지 : 대한민국 서울특별시 - 학력 : 백석예술대학교 실용음악과 (전문학사) - 포지션 : 메인보컬 - 스쿼드넘버 : 55 - 활동기간 : 2017년 8월 28일 ~ 2024년 12월 31일                                                                    |
| 박재석 | - 이름 : 박재석 (朴在錫) - 생년월일 : 1995년 11월 20일(29세) - 출생지 : 대한민국 충청북도 청주시 서원구 - 활동기간 : 2017년 8월 28일 ~ 2018년 1월 14일 |
| TAG    | - 본명 : 손영택 (孫永宅) - 생년월일 : 1998년 4월 13일(27세) - 출생지 : 대한민국 전라북도 전주시 완산구 - 학력 : 한림연예예술고등학교 실용무용과 (졸업) - 포지션 : 메인래퍼 - 스쿼드넘버 : 7 - 활동기간 : 2017년 8월 28일 ~ 2024년 8월 28일                                                        |
| 김지범 | - 이름 : 김지범 (金知範) - 생년월일 : 1999년 2월 3일(26세) - 출생지 : 대한민국 부산광역시 - 학력 : 백석예술대학교 실용음악과 (재학) - 포지션 : 리드보컬 - 스쿼드넘버 : 33 - 활동기간 : 2017년 8월 28일 ~ 2024년 8월 28일                                                                          |
| 최보민 | - 이름 : 최보민 (崔普閔) - 생년월일 : 2000년 8월 24일(24세) - 출생지 : 대한민국 경기도 용인시 기흥구 - 학력 : 대학교 (재학) - 포지션 : 서브보컬, 댄서 - 스쿼드넘버 : 89 - 가족 관계 : 여동생 최서빈 배드빌런의 멤버 - 활동기간 : 2017년 8월 28일 ~ 2024년 8월 28일                                |

## 음반 외 활동 목록

### 드라마
| 연도   | 방송사                | 출연작 명                  | 출연 멤버              | 장르     | 비고     |
| ------ | --------------------- | -------------------------- | ---------------------- | -------- | -------- |
| 2017년 | MBC                   | 《20세기 소년소녀》        | 골든차일드 (마스터 역) | 드라마   | 특별출연 |
| 2019년 | 플레이리스트          | 《에이틴2》                | 최보민 (류주하 역)     | 웹드라마 | 주연     |
| 2019년 | tvN                   | 《날 녹여주오》            | 최보민 (황지훈 역)     | 드라마   | 조연     |
| 2019년 | 유튜브, 페이스북, V앱 | 《우당탕탕 하찮은 메이트》 | 골든차일드             | 웹드라마 | 주연     |
| 2020년 | 유튜브, 페이스북, V앱 | 《우당탕탕 하찮은 동창회》 | 골든차일드             | 웹드라마 | 주연     |
| 2020년 | JTBC                  | 《18 어게인》              | 최보민 (서지호 역)     | 드라마   | 조연     |

### 예능프로그램
| 연도   | 기간                | 방송사 | 제목                                     | 역할   | 비고           |
| ------ | ------------------- | ------ | ---------------------------------------- | ------ | -------------- |
| 2017년 | 5월 30일 ~ 7월 18일 | Mnet   | 《2017울림PICK》                         | 출연자 |                |
| 2020년 | 4월 30일 ~ 5월 28일 | Mnet   | 《로드 투 킹덤》                         | 참가자 | 출연 탈락      |
| 2020년 | 10월 2일            | MBC    | 《2020 추석특집 아이돌 멍멍 선수권대회》 | 참가자 | 봉재현, 최보민 |

## 수상 및 후보 목록

### MTV 유럽 뮤직 어워드
| 연도   | 수상 부분          | 작품 | 결과 |
| ------ | ------------------ | ---- | ---- |
| 2018년 | 베스트 코리안 액트 | 빈칸 | 후보 |

### 하이원 서울가요대상
| 연도   | 수상 부분  | 작품 | 결과 |
| ------ | ---------- | ---- | ---- |
| 2018년 | 신인상     | 빈칸 | 후보 |
| 2018년 | 인기상     | 빈칸 | 후보 |
| 2018년 | 한류특별상 | 빈칸 | 후보 |

### 엠넷 아시안 뮤직 어워드
| 연도   | 수상 부분           | 작품 | 결과 |
| ------ | ------------------- | ---- | ---- |
| 2017년 | Qoo10 올해의 가수상 | 빈칸 | 후보 |
| 2017년 | 남자 신인상         | 빈칸 | 후보 |

### 대한민국문화연예대상
| 연도   | 수상 부분  | 작품 | 결과 |
| ------ | ---------- | ---- | ---- |
| 2018년 | K-POP 본상 | 빈칸 | 수상 |

### 아시아 아티스트 어워즈
| 연도   | 수상 부분       | 작품 | 결과 |
| ------ | --------------- | ---- | ---- |
| 2021년 | 베스트 초이스상 | 빈칸 | 수상 |

### 2022 K 글로벌 하트 드림 어워즈
| 연도   | 수상 부분                    | 작품   | 결과 |
| ------ | ---------------------------- | ------ | ---- |
| 2022년 | K 글로벌 베스트 뮤직비디오상 | Replay | 수상 |

### 가요 프로그램 1위
| 연도            | 수상 내역 (총 )                                                                                                |
| --------------- | --- |
| 2019년 (총 1회) | - WANNABE (총 1회) - 12월 26일 Mnet 《엠카운트다운》 1위                                                       |
| 2020년 (총 1회) | - Pump It Up (총 1회) - 10월 13일 SBS MTV 《더 쇼 시즌5》 더 쇼 초이스                                         |
| 2021년 (총 2회) | - 안아줄게 (Burn It) (총 2회) - 2월 2일 SBS MTV 《더 쇼 시즌5》 더 쇼 초이스 - 2월 3일 MBC M 《쇼 챔피언》 1위 |